# Alfred Tarnowski
Alfred Tarnowski (ur. 3 marca 1917 we Lwowie, zm. 24 listopada 2003 w Krakowie) – polski szachista i teoretyk szachów.

## Kariera szachowa
Z szachami zapoznał się w wieku 14 lat. Szachowe szlify zdobywał w rodzinnym Lwowie, gdzie mieszkał do 1945 roku. W 1940 r. uzyskał tam II kategorię radziecką, a po wyzwoleniu Lwowa w 1944 r. – I kategorię radziecką. Po zakończeniu II wojny światowej przeprowadził się do Krakowa. W 1946 roku zadebiutował w pierwszych powojennych mistrzostwach Polski w Sopocie, gdzie podzielił siódme miejsce. W kolejnych latach jeszcze dwunastokrotnie awansował do finałów mistrzostw kraju, zdobywając dwa medale: złoty (w 1961 roku w Katowicach) oraz srebrny (w 1949 roku w Poznaniu). Czterokrotnie uczestniczył w olimpiadach szachowych (w latach 1952, 1958, 1960 i 1962), zdobywając 29½ pkt w 56 partiach (ogólny wyniki procentowy 52,7%). Brał udział w ośmiu turniejach i dwudziestu meczach międzynarodowych.
Tarnowski był cenionym trenerem i teoretykiem. W centrum Krakowa prowadził klub szachowy „Juvenia”.  Jako jeden z nielicznych w tym czasie polskich szachistów publikował prace z zakresu teorii otwarć. Z jego analiz wariantu Najdorfa obrony sycylijskiej korzystał sam Najdorf. Był uznanym znawcą partii hiszpańskiej i obrony słowiańskiej, a także obrony półsłowiańskiej, w której w 1950 roku w pokonał arcymistrza Marka Tajmanowa. Był jednym z najlepszych polskich analityków, współtwórcą tzw. szkoły krakowskiej. Jak pisze Stefan Witkowski, z artykułem Tarnowskiego zamieszczonym w „Szachach” zapoznał się sam Robert Fischer, który na olimpiadzie w Złotych Piaskach w roku 1961 z powodzeniem zastosował patent polskiego mistrza w partii z Najdorfem (!). 
Najwyższy ranking osiągnął w roku 1950: 2524 pkt. 
Inne: Był jednym z założycieli znanego zespołu „Roma”. 